# Каменный лес Гориса
Каменный лес Гориса (арм. Գորիսի քարերի անտառ) —  комплекс каменных конусов и столбов, располагающийся рядом с городом Горис Сюникской области Армении. Многие из них подверглись эрозии, вследствие чего, поверхность приобрела необычную форму. Своим видом Горисский каменный лес напоминает пещерные поселения Каппадокии.
Скалы приобрели свой нынешний вид естественным природным путём в результате длительного воздействия ветра на горные породы. Каменный лес является одной из достопримечательностей Сюникской области.

## Галерея

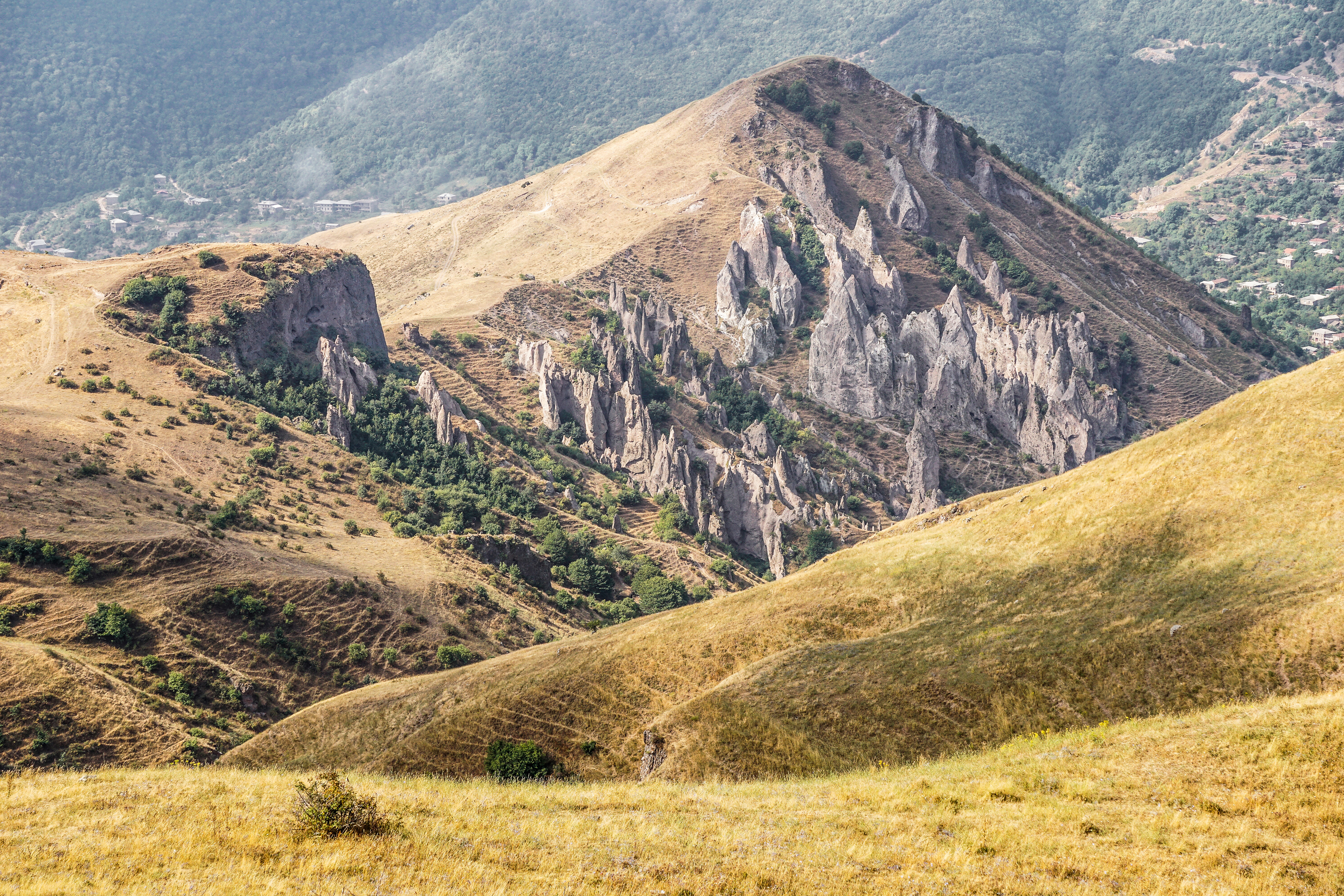
Общий вид
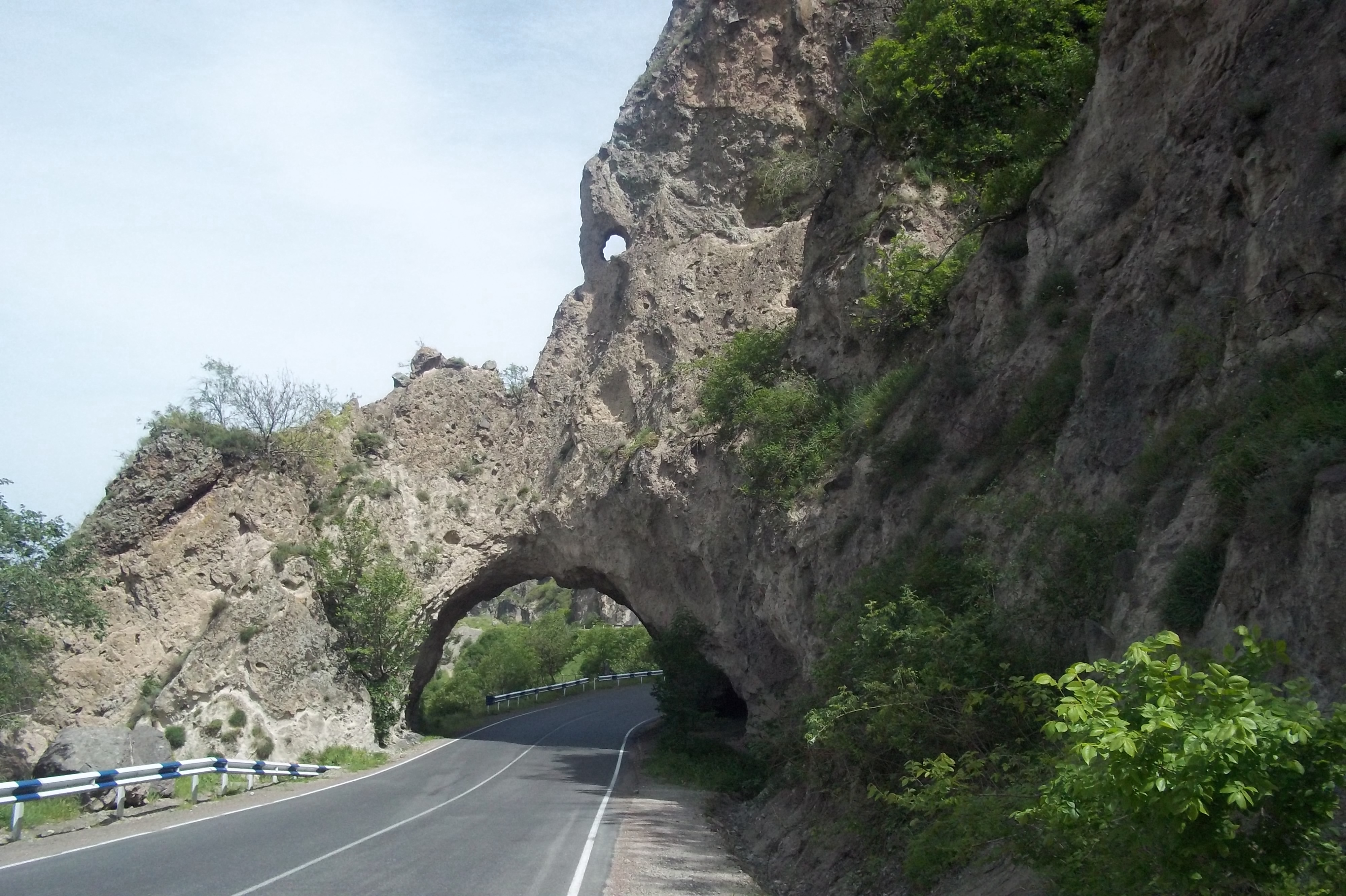
Над автодорогой
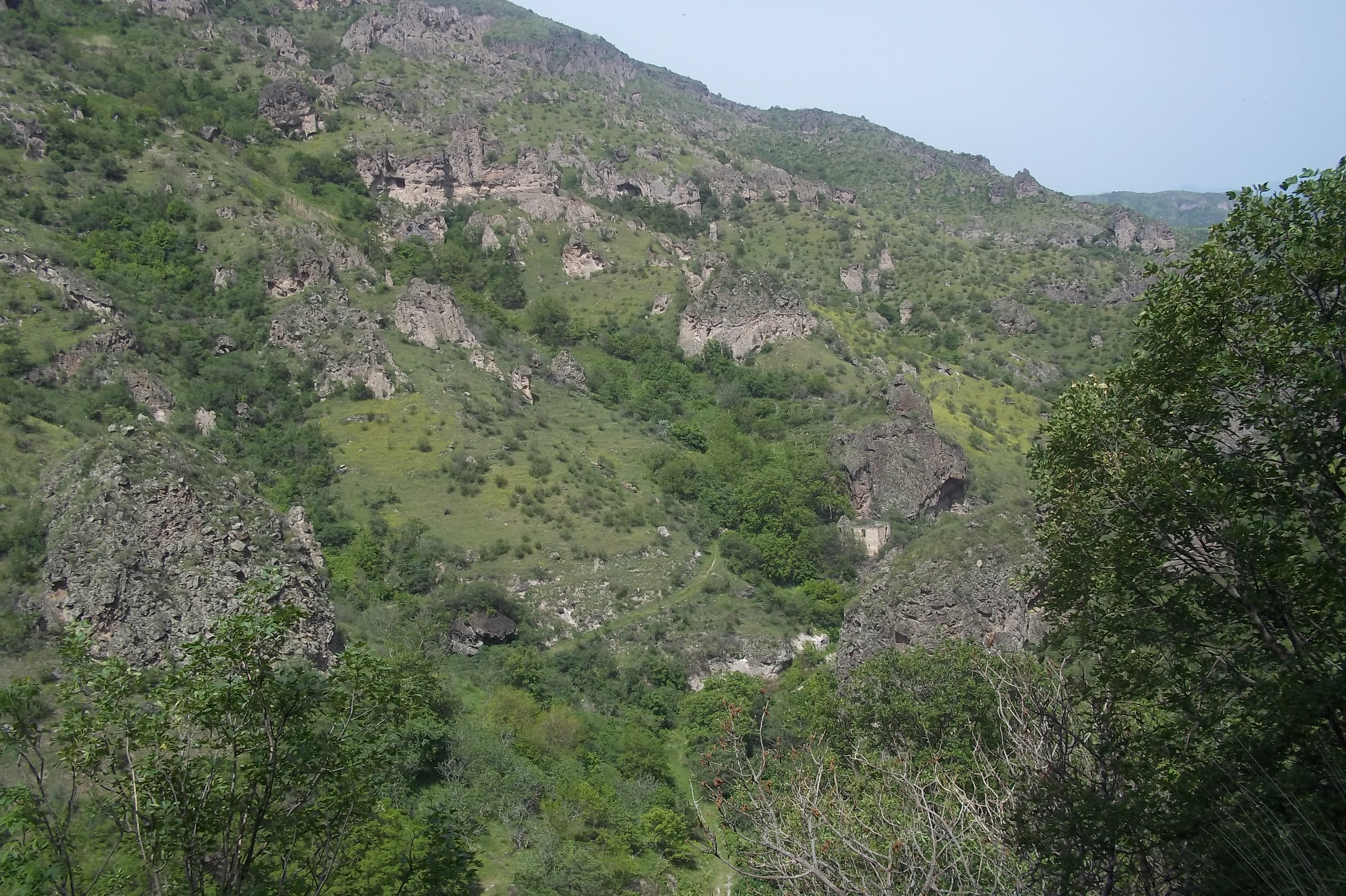
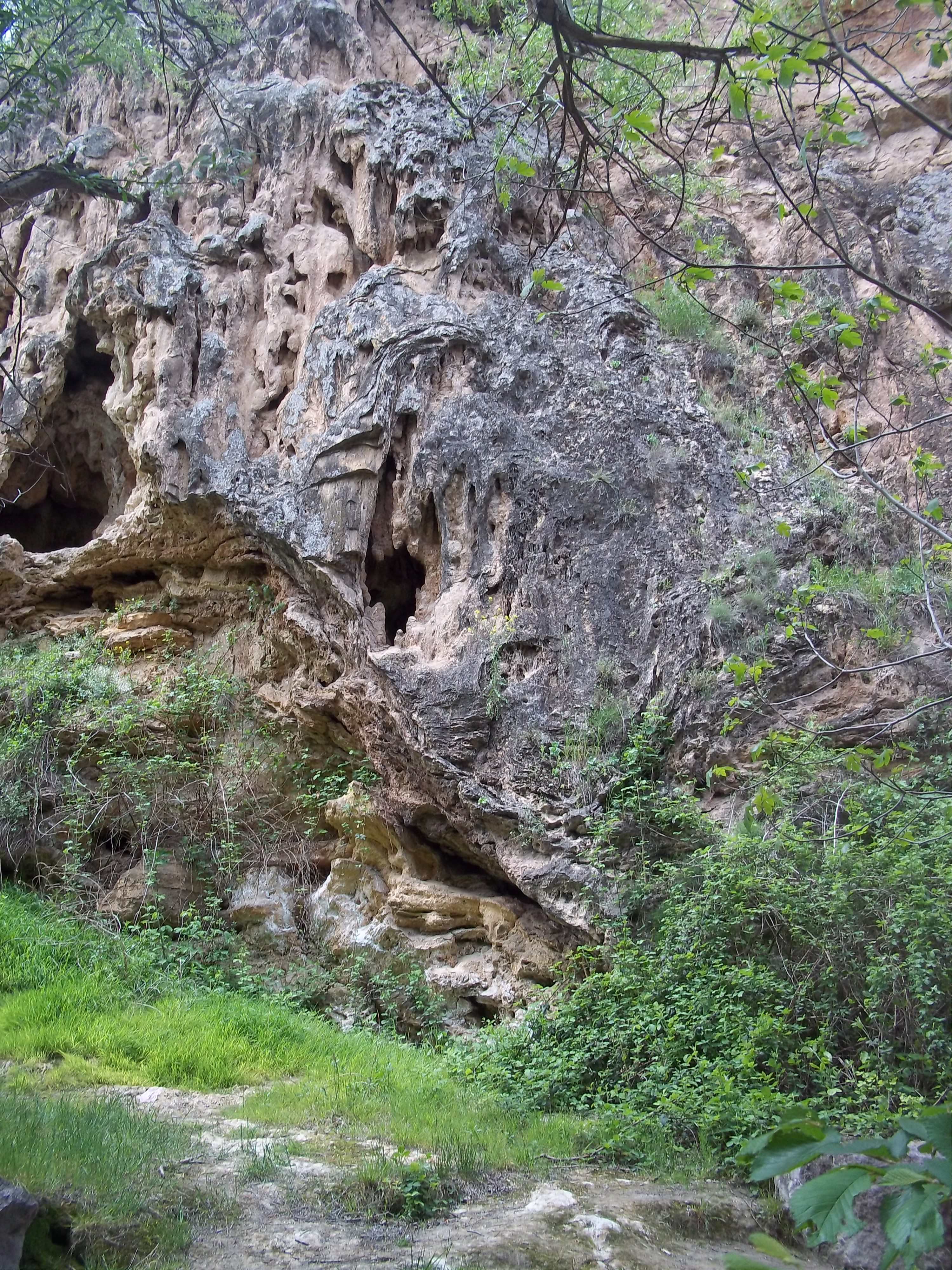
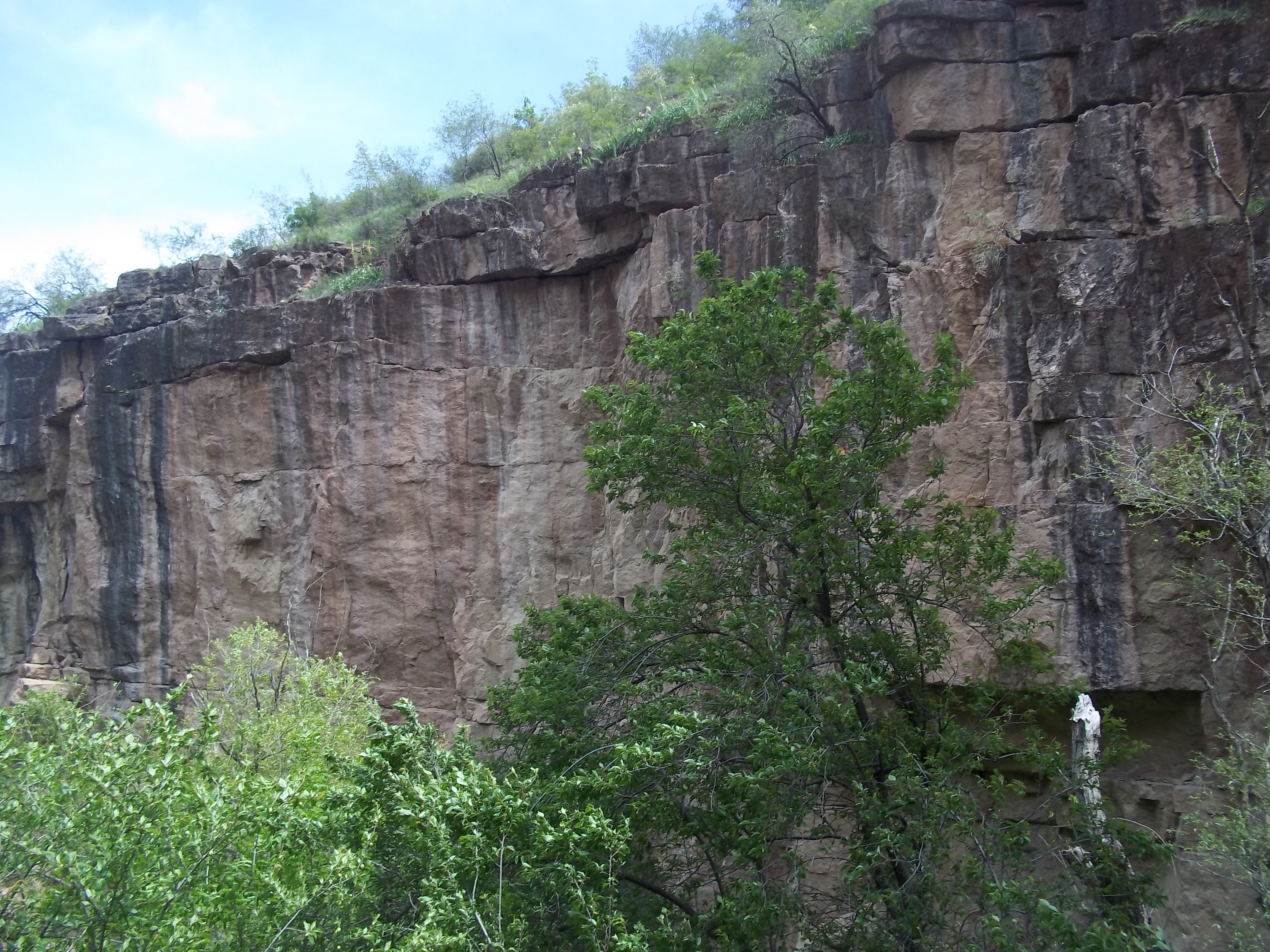